# Richard Hite
Richard James Hite (* 18. Mai 1951 in Los Angeles, Kalifornien; † 17. September 2001 in Memphis, Tennessee) war ein amerikanischer Bluesmusiker und Bruder des Canned-Heat-Gründers und der Blueslegende Bob Hite. Er selbst war auch zeitweise Mitglied von Canned Heat.

## Leben
Über seine Kindheit ist wenig bekannt; er wurde 1951 in Los Angeles geboren. Richard Hite wurde die Liebe zu der Musik in die Wiege gelegt. Seine Mutter war Sängerin und sein Vater spielte in einer Band in Pennsylvania. 1972 stieg er als Bassist bei Canned Heat als Nachfolger von Tony de la Barreda ein und spielte unter anderem auf dem gefloppten Album The New Age mit. Außerdem arbeitete er zusammen mit Clarence Gatemouth Brown und John Lee Hooker. Anfang der 80er, nach seinem Rauswurf bei Canned Heat, zog er nach Bluff City. Da sein Bruder inzwischen durch jahrelangen Drogenkonsum nicht mehr in der Lage war, die Band zu leiten, hatte Fito de la Parra inzwischen die Leitung der Band übernommen. Er mochte Richard Hite nicht und regte sich über dessen ebenfalls massiven Drogenkonsum auf, wie er in seiner Biografie schildert. 1983 produzierte er das Album Memphis Blues Today der Band Fieldstones. In dieser Zeit arbeitete er auch an der Aufarbeitung des Inside Sound Labels und veröffentlichte verloren geglaubte Raritäten neu. Seine eigene Plattensammlung umfasste selbst an die 30.000 Schallplatten; er war ebenso begnadeter Musikhistoriker wie sein Bruder, nach dessen Tod er einen Großteil der Plattensammlung erbte. Am 17. September 2001 starb er in Memphis an Krebs.